# Kolej Aglomeracyjna Zagłębia Miedziowego
Kolej Aglomeracyjna Zagłębia Miedziowego (KAZM) – planowany system kolei aglomeracyjnej w Legnicko-Głogowskim Okręgu Miedziowym, położonym w województwie dolnośląskim.
KAZM ma za zadanie połączenie głównych miast Zagłębia Miedziowego, tzn. Głogowa, Polkowic, Lubina i Legnicy. W planach KAZM jest wybudowanie nowej linii kolejowej łączącej Głogów z Polkowicami. Transport i działalność kolei ma częściowo odbywać się na torach należących do KGHM. Kolej połączy również główne kopalnie miedzi położone na obszarze LGOM-u.